# Farrera
|  | Per a altres significats, vegeu «Farrera dels Llops». |

|  | No s'ha de confondre amb Ferrera. |

Farrera és un poble i municipi de la comarca del Pallars Sobirà. En determinats moments històrics se l'ha denominada Ferrera o Farrera de Pallars. És dels pocs municipis de la comarca que ha mantingut sempre la mateixa estructura, sense haver-se agrupat a cap altre municipi, o haver-se-n'hi afegit cap durant el segle xx. El cap del municipi és el poble de Burg, on es troba l’Ajuntament.
El terme de Farrera comprèn la totalitat de la Coma de Burg, una de les comarques naturals incloses en la del Pallars Sobirà.
Està situat al nord-est del centre de la comarca, limítrof amb la comarca de l'Alt Urgell. Al nord hi ha l'extens terme municipal d'Alins, al nord-oest, el petit terme de Tírvia, i a ponent, el de Llavorsí, que són els únics termes pallaresos amb què toca; a llevant té el també extensíssim terme alt-urgellenc de les Valls de Valira, i a migdia el no menys gran de Montferrer i Castellbò, també de l'Alt Urgell.
Pertany a Farrera el santuari de Santa Magdalena de Ribalera, que dona nom al riu de Santa Magdalena, d'una banda, i a la Ribalera, nom que pren la vall del riu esmentat.

## Etimologia
Joan Coromines fa referència a Farrera establint sense cap mena de dubte que és un topònim relacionat amb ferro. Concretament del llatí ferraria (ferrera), que passà al mossàrab com a farraria. És justament aquest pas és el que justifica de mantenir la primera vocal com a a, en contra de Ferrera.

## Geografia
- Llista de topònims de Farrera (Orografia: muntanyes, serres, collades, indrets..; hidrografia: rius, fonts...; edificis: cases, masies, esglésies, etc).

El terme municipal de Farrera, de 61,85 km² d'extensió, s'organitza a l'entorn de la Coma de Burg, la vall del riu de Glorieta, amb tota la capçalera, tots els barrancs i torrents que hi aflueixen i tot el curs mitjà. Només el tram final queda fora del terme de Farrera. Al sud del terme hi ha, a més, la vall del Barranc de Cabrils, afluent del Riu de Santa Magdalena, a la riba dreta del qual arriba el terme de Farrera. És molt muntanyós, ja que inclou les carenes que emmarquen aquestes valls.
A l'extrem meridional del terme, al límit amb Montferrer i Castellbò, hi ha el petit enclavament de Romadriu, que pertany al terme municipal de Llavorsí.
Termes municipals limítrofs:
|          | Tírvia i Alins                      |                                  |
| Llavorsí |                                     | Les Valls de Valira (Alt Urgell) |
|          | Montferrer i Castellbò (Alt Urgell) |                                  |

### Perímetre del terme municipal
Comença aquesta descripció a l'extrem nord-oest del terme, al lloc on es troben els municipis de Farrera, Tírvia i Alins. És l'extrem nord-occidental del Serrat d'Erta, al nord-oest del cim del Farro, a 1.550 metres d'altitud.

#### Límit amb Tírvia
Des del punt anterior, el termenal va cap al sud-oest cal costat meridional de la Borda de Perutxo, que queda en terme de Tírvia, per un torrent que discorre en aquella direcció. Així arriba al Riu de Glorieta just a llevant dels Pins del Barram, que travessa. Continua cap a ponent en línia recta, passant ran del costat meridional primer de la Borda del Quimo i després de la Borda de Pedascoll, totes dues de Tírvia, fins a arribar de nou al Riu de Glorieta, que travessa i torna a travessar al cap de poc. Abandona aquest riu per tallar cap a la Noguera de Cardós al nord de la Borda de Janot i la Borda Burgueto, totes dues pertanyents a Farrera. Quan arriba a la Noguera de Cardós, el termenal el travessa dues vegades seguides, tallant-lo pel mig en un recolze molt pronunciat que fa el riu, per anar a parar al sud de la Borda de Salui. Aleshores, a llevant dels Prats de Salui puja cap a una serreta que hi ha a migdia, deixant a llevant el Bosc d'Ausó i, cap al sud, davalla per anar a trobar el Barranc de Riberies. En el moment que hi arriba s'acaba el termenal amb Tírvia i comença el límit amb LLavorsí.

#### Límit amb Llavorsí
Des del punt anterior, la línia de terme segueix un altre tram el Barranc de Riberies, deixant al sud-oest l'Obaga, fins que aquest barranc ha fet dues fortes giragonses. Tot seguit el termenal abandona el barranc i comença a pujar cap al sud-sud-est, en línia recta, cap al Pic de l'Espasa, de 1.530,8 metres d'altitud. Torna a girar, ara cap al sud, per la carena, i arriba de seguida al Roc Raset, de 1.798,4. En aquest lloc enllaça amb la meitat sud-oriental del Serrat de les Canals, seguint la direcció sud-est a partir d'aquest lloc. Segueix tot seguit el Serrat del Bosc, on hi ha els cims del Roc Roi (1.973,9) i del Cap de la Peguera (2.033,5). Continua de nou cap al sud, passa pel Coll de Serelles (1.971,4), i de primer cap al sud i després obrint-se cap al sud-est, puja al Pui d'Urdosa, de 2.226,1 metres d'altitud. D'aquest cim segueix la carena cap a migdia fins al sector de llevant de la Serra de Campirme fins que a l'extrem nord del Serrat de la Salador abandona la carena i cau de dret cap al Barranc de Font de Freixa, que segueix cap al sud, aigües avall fins que aquest barranc s'aboca en el Riu de Santa Magdalena. És aquest riu el que marca el termenal, però per poc tros, ja que de seguida arriba al Toll de l'Olla, on es troben els termes de Llavorsí, Farrera i Montferrer i Castellbò (abans, Vila i Vall de Castellbò).

#### Límit amb l'antic terme de Vila i Vall de Castellbò (ara, Montferrer i Castellbò, Alt Urgell)
En aquest primer tram, el termenal de Farrera amb el municipi de l'Alt Urgell segueix íntegrament el riu de Santa Magdalena, entre el Toll de l'Olla i el poble de Romadriu. És una línia irregular, bàsicament cap al sud-est, que deixa al nord-est el Solà de Romadriu i al sud-oest el Bosc de les Obagues i l'Obaga del Carant. Quan hom arriba a la meitat de la riba dreta de l'embassament de la Presa de Romadriu es troba el nou termenal, entre els mateixos termes del tritermenal anterior, a causa de l'enclavament de Romadriu.

#### Límit amb Llavorsí (enclavament de Romadriu)
En aquest lloc el breu termenal amb Llavorsí fa un arc al voltant del poble de Romadriu, des del nord-oest del poble al sud-est, passant pel seu nord, nord-est i est, assolint la cota 1.375 en el seu nivell màxim. En acabat, el termenal es reintegra al Riu de Santa Magdalena, on es tornen a trobar els mateixos tres municipis esmentats.

#### Límit amb l'antic terme de Vila i Vall de Castellbò (ara, Montferrer i Castellbò)
Des de Romadriu, la línia dels termes està marcada pel Riu de Santa Magdalena, tot al llarg del límit amb aquest municipi urgellenc. La direcció genèrica és cap a llevant, però el riu va fent nombrosos meandres, per tal d'anar salvant l'accidentada ortografia de la vall alta de la Ribalera. En el darrer tram emprèn la direcció nord-est, a llevant de la Solana de Castellarnau, fins que arriba al costat de migdia de la capella de Santa Magdalena de Ribalera. En aquest lloc es troben els termes de Farrera, Vall i Vila de Castellbò (ara, Montferrer i Castellbò) i Ars (ara, les Valls de Valira).

#### Límit amb l'antic terme d'Ars (ara, les Valls de Valira)
Seguint encara el riu, el termenal passa pel costat de llevant de Santa Magdalena de Ribalera, i, al cap d'uns 75 metres, arriba a un altre punt triterme, ara entre Farrera, Ars i Civís (aquests dos darrers, ara fusionats a les Valls de Valira. És just l'espai entre el Riu de Santa Magdalena i l'Àrea d'esbarjo de Santa Magdalena.

#### Límit amb l'antic terme de Civís (ara, les Valls de Valira)
Des d'aquesta àrea d'esbarjo, el termenal segueix cap al nord-nord-est per un coster que puja de dret al Bony de Salambó, de 1.856,9 metres d'altitud. Des d'aquest cim, sempre en la mateixa direcció, s'adreça al Coll de l'Albo, de 1.776,2, i va seguint una tanca instal·lada just damunt del termenal, fins que aquesta tanca troba la Pista de Conflent. Quan la troba, el termenal gira sobtadament cap a llevant, per tal de seguir aquest camí, de primer cap a l'est i després cap al nord-est. Segueix aquest camí cap al nord, que discorre paral·lel a l'esquerra del Riu de l'Olla, fins que tots dos torcen cap al nord-est. Aleshores, la línia de terme baixa al riu, i el segueix aigües amunt. Quan el Riu de l'Olla troba el seu afluent per la dreta del Barranc de la Pleta, la línia de terme segueix aquest darrer barranc, fins que rep per l'esquerra el Torrent de Sabollera; aleshores, el termenal segueix aquest altre curs d'aigua, sempre cap amunt i en direcció nord, fins al naixement del torrent, sota i al sud del Portarró de Sabollera i al nord de l'Estanyol de Sabollera. Al Portarró de Sabollera es troben els termes de Farrera, Civís (ara, les Valls de Valira) i Alins.

#### Límit amb Alins
Del Portarró de Sabollera, a 2.432,9 metres d'altitud, el límit amb Alins arrenca cap a l'oest, fins a arribar al cim de lo Covil, de 2.564,1. En aquest cim, canvia de direcció; ara, cap al sud, segueix la carena principal fins a un turó de 2.544,6, on gira cap al sud-oest. Va seguint la carena principal, que a poc a poc va girant més de dret cap a ponent, i al cap d'una estona troba el Pic de Màniga, de 2.517,3, on la línia de terme emprèn cap a l'oest-nord-oest, seguint la Serra de Màniga, sempre per la carena principal. A mitja serra, la direcció que agafa ja és clarament cap a l'oest, enllaça amb el Ferri, al nord-est del poble de Burg, damunt seu, continua per la Serra d'Erta, trobant el Farro, de 1.656,1, i arriba al punt on ha començat aquesta descripció.

### Entitats de població
| Entitat de població | Habitants (2023) |
| Montesclado         | 38               |
| Burg                | 35               |
| Farrera             | 34               |
| Alendo              | 5                |
| Mallolís            | 4                |
| Glorieta            | 3                |
| Font: Idescat       |                  |

#### El poble de Farrera
El poble de Farrera presenta un nucli bastant compacte de cases arrenglerades i esglaonades de nord-oest a sud-est, als peus de la, formant tres carrers bastant oberts paral·lels. És als peus, al sud-est, de la Roca de Castellar, on hi havia hagut el Castell de Farrera, amplament documentat al llarg de l'edat mitjana, però ja desaparegut al segle xvi. L'església de Sant Roc és a l'entrada del nucli de població, a la part nord-occidental del poble.
Les cases del poble
| - Casa Aiguader - Casa Andreu - Casa Ansoi - Casa Asnurri - Casa Besolí - Casa Besolinet - Casa Bigarret - Casa Caragol - Casa Carrerot | - Casa Catarina - Casa Casanova - Casa Coixo - Casa Domingo - Casa Felip - Casa la Fera - Casa Gavatxó - Casa Joan - Casa Llúcio | - Casa Llusàs - Casa Maciana - Casa Manresà - Casa Marçal - Casa Marçalet - Casa Maria - Casa Mariola - Casa Marquet - Casa la Martina (Casa Farrer) | - Casa Mateu - Casa Vinobis - Casa Molinera - Casa Moma - Casa Pellicer - Casa Poblador - Casa Puio - Casa Ramon | - La Rectoria - Casa la Roca - Casa Roquet - Casa Serret - Casa Tabola - Casa Tardà - Casa Torrufa - Casa Victòria |

## Història

### Edat mitjana
Inicialment dins del domini dels comtes de Pallars, a partir dels castells de Burg i de Farrera, el 1272 el vescomte de Castellbò i comte de Foix adquirí la Coma de Burg sencera, que passà aviat a mans dels vescomtes de Vilamur. Farrera formà, juntament amb Burg i Mallolís, el batlliu de Burg i Mallolís, dins del Quartet de Tírvia.

### Edat moderna
La Coma de Burg passà a mans de la corona el 1548, que hi mantingué la jurisdicció reial al llarg de tota l'edat moderna.
En el fogatge del 1553, Farrera declara 1 foc eclesiàstic i 11 de laics, uns 60 habitants.

### Edat contemporània
Pascual Madoz dedica un article del seu Diccionario geográfico... a Farrera. Hi diu que és una localitat amb ajuntament, que domprèn diversos pobles. Està situada a l'esquena d'una muntanya, envoltada de muntanyes més altes. La combaten especialment els vents del nord. El clima hi és fred, propens a reumes aguts i crònics i a inflamacions. Tenia en aquell moment 16 cases, una font i l'església parroquial de Santa Eulàlia, de la qual depenen les d'Alendó i Mallolís. Està servida per un rector de nomenament reial o del bisbe, segons els mesos. Hi ha una ermita dins de la mateixa població, on es fa missa diària; a un quart d'hora del poble, dalt d'una muntanya, hi ha també la capella de Santa Maria. El territori és muntanyós, poc pla i pedregós, i al sud-est del poble hi ha l'important bosc de Ribalera, de pins i matolls. S'hi produïa sègol, patates, llegums i herbes de pastura. S'hi criaven ovelles, mules i vacum. De cacera, hi havia perdius, llebres, isards i aus de pas. Comptava amb 17 veïns (caps de casa) i 101 ànimes (habitants).
En el cens del 1857 Farrera apareix amb 591 habitants i 116 cèdules personals inscrites, repartides de la manera següent: Burch, 187 habitants i 35 cèdules personals; Farrera, 221 i 42; Montescladó, 125 i 26, i Mallolis, 58 i 13.

#### L'Ajuntament

##### Alcaldes
- Manuel Ros i Garreta (1979 - 1991)
- Jordi Caselles i Juanbaró (1991 - 2015)
- Santiago Isús i Carrera (2015 - 2019)[6]
- Àngel Bringué i Garreta (2019 - 2023)
- Joan Caselles i Juanbaró (2023 - actualitat)[7]

##### Regidors
Des del 1979, Farrera ha tingut els regidors següents: Isidre Campí Puyals, Jacint Casals Bringué, Isidre Caselles Farré, Jordi Caselles Juanbaró, Santiago Isús Carrera, Michael Paul Loughlin, Jacint Mauri Carrabina, Josep Puyals Castellà, Ester Reche Bassa, Javier Ignacio Rodríguez Morín, Xavier Roig Giraldo, Manuel Ros Garreta, Jordi Tutusaus Graus i Jordi Viñas Barceló, Joan Caselles i Juanbaró, Verònica Rapalino, Marc Casal Boneta, Mireia Puigmartí, Dani Loughlin Rapalino.

##### Legislatura 2011-2015
| Candidatura | Candidatura         | Cap de llista                | Vots | Regidors | % vots |
| ----------- | ------------------- | ---------------------------- | ---- | -------- | ------ |
|             | CiU                 | Jordi Caselles i Juanbaró    | 48   | 4        | 45,28  |
|             | ERC-Acord Municipal | Ester Reche i Bassa          | 33   | 1        | 31,13  |
|             | IxF-PM              | Montserrat Esquerra i Olsina | 4    | 0        | 3,77   |
|             | PP                  | David Mendoza Medina         | 1    | 0        | 0,94   |
| Total       | Total               | 108                          | 108  | 5        |        |

- Jordi Caselles Juanbaró (CiU), Alcalde
- Jacint Mauri Carrabina (CiU), Regidor
- Santiago Isús Carrera (CiU), Regidor
- Michael Paul Loughlin (CiU), Regidor
- Ester Reche i Bassa (ERC-AM), Regidora.

#### Demografia
| 1497 f | 1515 f | 1553 f | 1717 | 1787 | 1857 | 1877 | 1887 | 1900 | 1910 |
| ------ | ------ | ------ | ---- | ---- | ---- | ---- | ---- | ---- | ---- |
| -      | 10     | 24     | 253  | 401  | 591  | 494  | 401  | 444  | 453  |

| 1920 | 1930 | 1940 | 1950 | 1960 | 1970 | 1981 | 1990 | 1992 | 1994 |
| ---- | ---- | ---- | ---- | ---- | ---- | ---- | ---- | ---- | ---- |
| 545  | 469  | 330  | 334  | 234  | 92   | 72   | 94   | 87   | 87   |

| 1996 | 1998 | 2000 | 2002 | 2004 | 2006 | 2008 | 2010 | 2012 | 2014 |
| ---- | ---- | ---- | ---- | ---- | ---- | ---- | ---- | ---- | ---- |
| 88   | 86   | 97   | 95   | 105  | 104  | 115  | 133  | 140  | 125  |

| 2016 | 2018 | 2020 | 2022 | 2024 | 2026 | 2028 | 2030 | 2032 | 2034 |
| ---- | ---- | ---- | ---- | ---- | ---- | ---- | ---- | ---- | ---- |
| 126  | 122  | 108  | 121  | 127  | -    | -    | -    | -    | -    |